# Enge-Sande
Enge-Sande är en kommun i Kreis Nordfriesland i förbundslandet Schleswig-Holstein i Tyskland. Kommunen bildades 1 februari 1974 genom en sammanslagning av de tidigare kommunerna Enge, Engerheide, Knorburg, Sande, Schardebüll och Soholm.
Kommunen ingår i kommunalförbundet Amt Südtondern tillsammans med ytterligare 29 kommuner.